# كأس رابطة الأندية الإنجليزية المحترفة 1969–70
كأس رابطة الأندية الإنجليزية المحترفة 1969–70 هو الموسم 10 من كأس رابطة الأندية الإنجليزية المحترفة. أقيم خلال الفترة 12 أغسطس 1969 وحتى 7 مارس 1970، وأشرف على تنظيمه دوري كرة القدم الإنجليزي، وكان عدد الأندية المشاركة فيه 92، وفاز فيه مانشستر سيتي.